# Список сезонів ЖФК «Легенда»

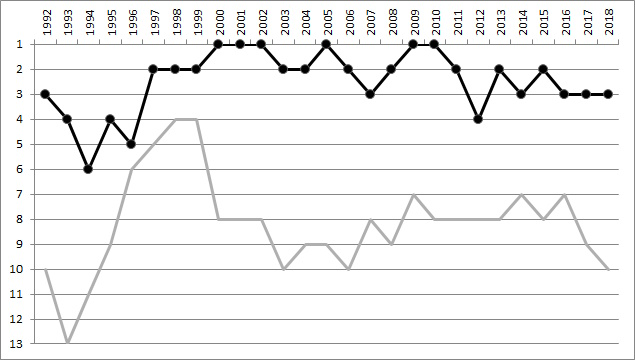
Результати виступів «Легенди» в чемпіонаті України. Чорним кольором позначені місця команди в турнірній таблиці, сірим — кількість команд у Вищій лізі залежно від конкретного сезону

Список, наведений нижче, містить короткий опис усіх сезонів, зіграних українським жіночим футбольним клубом «Легенда» (Чернігів). У списку наведені статистичні показники з 1989 року, коли команда вперше увійшла до складу учасників чемпіонату СРСР, по сезон 2017/18, після якого «Легенда» припинила існування. Список містить дані про всі досягнення клубу, а також про найкращих бомбардирок і головних тренерів команди в кожному сезоні. Бомбардирка, відмічена жирним шрифтом, також ставала найкращою бомбардиркою ліги у відповідному сезоні.
«Легенда» була заснована 1987 року зусиллями Михайла Ющенка, одного з перших організаторів професіонального жіночого футболу в Україні. До травня 1988 року команда мала назву СК «Полісся». Спершу «Легенда» брала участь у змаганнях Добровільного фізкультурно-спортивного товариства профспілок України та Всесоюзному турнірі на приз тижневика «Співрозмовник», а 1989 року ввійшла до складу учасників Вищої ліги дебютного чемпіонату СРСР. У 1989—1991 роках чернігівська команда взяла участь у всіх трьох розіграшах елітного дивізіону радянського чемпіонату, де посідала місця в середині турнірної таблиці. 1992 року за підсумками першого сезону Вищої ліги чемпіонату України «Легенда» стала бронзовим призером. 1997 року команда вперше завоювала срібні медалі чемпіонату України й у наступних двох сезонах повторила цей результат.
У період із 2000 по 2002 рік «Легенда» тричі поспіль ставала чемпіоном України та двічі вигравала національний Кубок, оформивши 2 «золотих дубля». 2001 року в статусі чемпіона країни чернігівська команда взяла участь у першому в історії розіграші Кубку УЄФА серед жінок (нинішня Ліга чемпіонів). На груповому етапі, переможці якого виходили до 1/4 фіналу, «Легенда» посіла 2-ге місце у своїй групі, а відтак увійшла до числа 16 найкращих команд Європи. Цей результат, який у підсумку став найкращим для чернігівської команди у єврокубках, вона повторила в сезоні 2003/04. Загалом «Легенда» виступала в Лізі чемпіонів 5 разів.
У сезоні 2005 року «Легенда» здобула свій третій «золотий дубль» та стала бронзовим призером Відкритого Кубка Італії — неофіційного жіночого аналога Ліги Європи УЄФА. Сезон 2006 року виявився менш вдалим на внутрішній арені («срібло» чемпіонату та фінал Кубка), проте команда яскраво виступила на міжнародному рівні, здобувши у фіналі Відкритого Кубка Італії перемогу над російською «Ладою». Це досягнення залишається найвизначнішим успіхом жіночого клубного футболу України.
2009 року «Легенда» вчетверте оформила «золотий дубль», а в сезоні 2010 року востаннє здобула чемпіонський титул. Потому команда зазвичай ставала срібним або бронзовим призером чемпіонату та регулярно виходила у фінал національного Кубка. Загалом у своїй історії «Легенда» 18 разів брала участь у фіналах Кубка України, проте виграла лише 4 з них. За підсумками сезону 2017/18 «Легенда» посіла 3-тє місце в чемпіонаті України, однак через фінансові проблеми припинила існування. На той час це був єдиний український жіночий футбольний клуб, що безперервно виступав у регулярних змаганнях починаючи з першого розіграшу чемпіонату СРСР 1989 року.
«Легенда» — найкращий жіночий футбольний клуб України за підсумками перших двох десятиліть після відновлення незалежності та один із найтитулованіших клубів у історії жіночого футболу України. Загалом «Легенда» здобула 6 чемпіонських титулів, 4 національні Кубки, 2 «золота» Зимової першості України та Відкритий Кубок Італії.

## Список сезонів
Умовні позначення та скорочення:
| - І: ігри - В: виграші - Н: нічиї - П: поразки - ЗМ: забиті м'ячі - ПМ: пропущені м'ячі - О: очки | - Від.: середня відвідуваність домашнього стадіону - : кількість голів - Пр.: примітки - ЗПУ: Зимова першість України - ЗКУ: Зимовий Кубок України - в.о.: виконувач обов'язків головного тренера - —: турнір не проводився / очки не нараховувалися |

| Чемпіон / Володар | Віце-чемпіон / Фіналіст | Бронзовий призер |

### СРСР (1989—1991)
| Сезон | Ліга                      | Ліга    | Ліга | Ліга | Ліга | Ліга | Ліга | Ліга | Ліга | Кубок СРСР | Найкраща бомбардирка | Найкраща бомбардирка | Головний тренер  | Пр.    |
| Сезон | Дивізіон                  | Місце   | І    | В    | Н    | П    | ЗМ   | ПМ   | О    | Кубок СРСР | Ім'я                 | Гол                  | Головний тренер  | Пр.    |
| ----- | ------------------------- | ------- | ---- | ---- | ---- | ---- | ---- | ---- | ---- | ---------- | -------------------- | -------------------- | ---------------- | ------ |
| 1989  | Вища ліга 2 зона          | 5 з 10  | 18   | 9    | 2    | 7    | 21   | 18   | 20   | —          | → Віра Кобилецька    | 14                   | → Михайло Ющенко | [ 15 ] |
| 1989  | Турнір за 13 місце        | 16 з 30 | 4    | 0    | 3    | 1    | 2    | 3    | 3    | —          | → Віра Кобилецька    | 14                   | → Михайло Ющенко | [ 15 ] |
| 1990  | Вища ліга 1 зона          | 7 з 12  | 22   | 8    | 8    | 6    | 29   | 17   | 24   | —          | → Віра Кобилецька    | 8                    | → Михайло Ющенко | [ 16 ] |
| 1990  | Стиковий матч за 13 місце | 13 з 24 | 1    | 1    | 0    | 0    | 3    | 1    | —    | —          | → Віра Кобилецька    | 8                    | → Михайло Ющенко | [ 16 ] |
| 1991  | Вища ліга 1 зона          | 6 з 12  | 22   | 8    | 6    | 8    | 22   | 11   | 22   | 1/4        | → Віра Кобилецька    | 6                    | → Михайло Ющенко | [ 17 ] |

### Україна (з 1992)
| Сезон   | Ліга                      | Ліга    | Ліга | Ліга | Ліга | Ліга | Ліга | Ліга | Ліга | Кубок України | Зимові турніри              | Європейські турніри                  | Від. | Найкраща бомбардирка                                                  | Найкраща бомбардирка | Головний тренер                          | Пр.    |
| Сезон   | Дивізіон                  | Місце   | І    | В    | Н    | П    | ЗМ   | ПМ   | О    | Кубок України | Зимові турніри              | Європейські турніри                  | Від. | Ім'я                                                                  | Гол                  | Головний тренер                          | Пр.    |
| ------- | ------------------------- | ------- | ---- | ---- | ---- | ---- | ---- | ---- | ---- | ------------- | --------------------------- | ------------------------------------ | ---- | --------------------------------------------------------------------- | -------------------- | ---------------------------------------- | ------ |
| 1992    | Вища ліга                 | 3 з 10  | 18   | 8    | 5    | 5    | 26   | 21   | 21   | 1/4           | —                           | —                                    |      | Надія Міщенко Тетяна Нестерчук                                        | 5                    | Михайло Ющенко                           | [ 18 ] |
| 1993    | Вища ліга                 | 4 з 13  | 24   | 13   | 5    | 6    | 28   | 15   | 31   | 1/4           | —                           | —                                    |      | Наталія Зінченко                                                      | 9                    | Михайло Ющенко                           | [ 19 ] |
| 1994    | Вища ліга                 | 6 з 11  | 20   | 9    | 3    | 8    | 41   | 23   | 21   | 1/4           | —                           | —                                    |      | Наталія Зінченко                                                      | 18                   | Михайло Ющенко                           | [ 20 ] |
| 1995    | Вища ліга                 | 4 з 9   | 16   | 8    | 2    | 6    | 23   | 16   | 26   | 1/8           | —                           | —                                    |      | Надія Міщенко                                                         | 9                    | Михайло Ющенко                           | [ 21 ] |
| 1996    | Вища ліга                 | 5 з 6   | 10   | 2    | 1    | 7    | 5    | 13   | 7    | 1/2           | —                           | —                                    | 430  | Наталія Ігнатович Параскевія Красножон Людмила Пекур Людмила Корнієць | 1                    | Михайло Ющенко                           | [ 22 ] |
| 1997    | Вища ліга                 | 2 з 5   | 16   | 11   | 2    | 3    | 26   | 9    | 35   | 1/2           | —                           | —                                    | 294  | Людмила Пекур                                                         | 8                    | Михайло Ющенко та Микола Литвин          | [ 23 ] |
| 1998    | Вища ліга                 | 2 з 4   | 18   | 10   | 3    | 5    | 43   | 12   | 33   | Фінал         | —                           | —                                    | 179  | Людмила Пекур                                                         | 11                   | Михайло Ющенко                           | [ 24 ] |
| 1999    | Вища ліга                 | 2 з 4   | 12   | 8    | 1    | 3    | 31   | 6    | 25   | Фінал         | —                           | —                                    |      | Віра Кобилецька                                                       | 11                   | Сергій Умен                              | [ 25 ] |
| 2000    | Вища ліга Група «А»       | 1 з 4   | 3    | 3    | 0    | 0    | 16   | 0    | 9    | —             | —                           | —                                    | 300  | Алла Лишафай                                                          | 5                    | Сергій Умен                              | [ 26 ] |
| 2000    | Фінальний турнір          | 1 з 8   | 2    | 2    | 0    | 0    | 6    | 2    | 6    | —             | —                           | —                                    | 300  | Алла Лишафай                                                          | 5                    | Сергій Умен                              | [ 26 ] |
| 2001    | Вища ліга Західна зона    | 1 з 4   | 6    | 6    | 0    | 0    | 41   | 0    | 18   | Володар       | —                           | Кубок УЄФА Груповий етап             | 158  | Галина Іванова                                                        | 17                   | Сергій Умен                              | [ 28 ] |
| 2001    | Фінальний турнір          | 1—2 з 8 | 3    | 2    | 1    | 0    | 13   | 2    | 7    | Володар       | —                           | Кубок УЄФА Груповий етап             | 158  | Галина Іванова                                                        | 17                   | Сергій Умен                              | [ 28 ] |
| 2001    | Золотий матч              | 1 з 8   | 1    | 1    | 0    | 0    | 5    | 0    | —    | Володар       | —                           | Кубок УЄФА Груповий етап             | 158  | Галина Іванова                                                        | 17                   | Сергій Умен                              | [ 28 ] |
| 2002    | Вища ліга Група «Б»       | 1 з 4   | 6    | 6    | 0    | 0    | 27   | 1    | 18   | Володар       | —                           | Клуб не допустили до участі          | 750  | Галина Іванова Олена Ходирєва                                         | 7                    | Микола Литвин                            | [ 29 ] |
| 2002    | Фінальний турнір          | 1 з 8   | 4    | 3    | 0    | 1    | 8    | 4    | 9    | Володар       | —                           | Клуб не допустили до участі          | 750  | Галина Іванова Олена Ходирєва                                         | 7                    | Микола Литвин                            | [ 29 ] |
| 2003    | Вища ліга Група «Б»       | 1 з 5   | 4    | 4    | 0    | 0    | 36   | 0    | 12   | Фінал         | —                           | Кубок УЄФА Груповий етап             | 371  | Дарина Апанащенко                                                     | 16                   | Микола Литвин                            | [ 30 ] |
| 2003    | Фінальний турнір          | 2 з 10  | 12   | 9    | 2    | 1    | 58   | 3    | 29   | Фінал         | —                           | Кубок УЄФА Груповий етап             | 371  | Дарина Апанащенко                                                     | 16                   | Микола Литвин                            | [ 30 ] |
| 2004    | Вища ліга                 | 2 з 9   | 16   | 13   | 1    | 2    | 52   | 6    | 40   | Фінал         | —                           | Відкритий Кубок Італії Груповий етап | 138  | Олена Ходирєва                                                        | 12                   | Сергій Умен                              | [ 31 ] |
| 2005    | Вища ліга                 | 1 з 9   | 16   | 15   | 1    | 0    | 106  | 6    | 46   | Володар       | ЗПУ — Чемпіон               | Відкритий Кубок Італії 3 місце       | 127  | Юлія Корнієвець                                                       | 34                   | Сергій Умен                              | [ 32 ] |
| 2006    | Вища ліга Попередній етап | 1 з 10  | 18   | 16   | 1    | 1    | 51   | 6    | 49   | Фінал         | ЗПУ — 2 місце               | Кубок УЄФА Груповий етап             | 1285 | Юлія Корнієвець                                                       | 13                   | Сергій Умен                              | [ 33 ] |
| 2006    | Фінальний етап            | 2 з 10  | 12   | 6    | 2    | 4    | 13   | 10   | 20   | Фінал         | ЗПУ — 2 місце               | Відкритий Кубок Італії Володар       | 1285 | Юлія Корнієвець                                                       | 13                   | Сергій Умен                              | [ 33 ] |
| 2007    | Вища ліга Попередній етап | 2 з 8   | 14   | 10   | 3    | 1    | 30   | 9    | 33   | Фінал         |                             |                                      | 255  | Наталія Жданова                                                       | 9                    | Володимир Жилін Валерій Третьяков (в.о.) | [ 34 ] |
| 2007    | Фінальний етап            | 3 з 8   | 12   | 5    | 3    | 4    | 16   | 16   | 18   | Фінал         |                             |                                      | 255  | Наталія Жданова                                                       | 9                    | Володимир Жилін Валерій Третьяков (в.о.) | [ 34 ] |
| 2008    | Вища ліга Попередній етап | 2 з 9   | 16   | 12   | 1    | 3    | 55   | 11   | 37   | Фінал         | ЗПУ — 2 місце               |                                      | 327  | Юлія Корнієвець                                                       | 18                   | Сергій Сапронов                          | [ 35 ] |
| 2008    | Фінальний етап            | 2 з 9   | 16   | 10   | 2    | 4    | 25   | 15   | 32   | Фінал         | ЗПУ — 2 місце               |                                      | 327  | Юлія Корнієвець                                                       | 18                   | Сергій Сапронов                          | [ 35 ] |
| 2009    | Вища ліга                 | 1 з 7   | 12   | 11   | 0    | 1    | 43   | 3    | 33   | Володар       | —                           |                                      | 408  | Юлія Корнієвець                                                       | 9                    | Сергій Сапронов                          | [ 36 ] |
| 2010    | Вища ліга                 | 1 з 8   | 14   | 11   | 2    | 1    | 70   | 6    | 35   | Фінал         | —                           | Ліга чемпіонів 1/16                  | 294  | Оксана Яковишин                                                       | 15                   | Сергій Сапронов                          | [ 37 ] |
| 2011    | Вища ліга                 | 2 з 8   | 14   | 11   | 1    | 2    | 63   | 4    | 34   | Фінал         | —                           | Ліга чемпіонів Кваліфікаційний раунд | 257  | Юлія Корнієвець                                                       | 18                   | Сергій Сапронов                          | [ 38 ] |
| 2012    | Вища ліга                 | 4 з 8   | 14   | 7    | 1    | 6    | 42   | 14   | 22   | 1/4           | —                           |                                      | 214  | Таміла Хімич                                                          | 10                   | Сергій Сапронов Володимир Кулик          | [ 39 ] |
| 2013    | Вища ліга                 | 2 з 8   | 14   | 9    | 2    | 3    | 38   | 17   | 29   | Фінал         | ЗПУ — Чемпіон               |                                      | 214  | Таміла Хімич                                                          | 8                    | Володимир Кулик                          | [ 40 ] |
| 2014    | Вища ліга                 | 3 з 7   | 12   | 7    | 0    | 5    | 31   | 13   | 18   | Фінал         |                             |                                      | 217  | Ліана Бочковська Таміла Хімич Тетяна Рижова                           | 5                    | Сергій Сапронов Юрій Грузнов (в.о.)      | [ 41 ] |
| 2015    | Вища ліга                 | 2 з 8   | 14   | 12   | 0    | 2    | 58   | 6    | 36   | Фінал         | ЗПУ — 4 місце ЗКУ — 5 місце |                                      | 198  | Марія Михайлюк                                                        | 11                   | Володимир Кулик                          | [ 42 ] |
| 2016    | Вища ліга                 | 3 з 7   | 12   | 8    | 1    | 3    | 45   | 15   | 25   | Фінал         | ЗПУ — 4 місце               |                                      | 214  | Таміла Хімич                                                          | 16                   | Володимир Кулик                          | [ 43 ] |
| 2017    | Вища ліга                 | 3 з 9   | 8    | 5    | 2    | 1    | 25   | 8    | 17   | —             | ЗПУ — 4 місце               |                                      | 200  | Людмила Шматко                                                        | 7                    | Володимир Кулик                          | [ 44 ] |
| 2017/18 | Вища ліга                 | 3 з 10  | 18   | 11   | 2    | 5    | 51   | 26   | 35   | Фінал         | ЗПУ — 2 місце               |                                      | 177  | Марія Михайлюк                                                        | 18                   | Володимир Кулик                          | [ 45 ] |